# Улица Юхана Смуула
У́лица Ю́хана Сму́ула, также улица Ю́хана Сму́уля (эст. Juhan Smuuli tee) — улица в Таллине, столице Эстонии. 

## География
Проходит в микрорайонах Курепыллу, Лаагна, Паэ и Паэвялья городского района Ласнамяэ. Начинается от Нарвского шоссе, пересекает улицы Лийкури, Яана Коорта, Лаагна (по мосту Юхана Смуула), Калевипоя пыйк, Пунане, Петербургское шоссе, Ведру и Тала, по мосту пересекает железнодорожные пути и заканчивается на перекрёстке с улицей Суур-Сыямяэ.
Протяжённость — 4007 м.

## История
Улица получила своё название 11 января 1980 года в честь эстонского писателя Юхана Смуула.

## Застройка
Расположенные рядом с улицей Юхана Смуула пяти- и девятиэтажные жилые дома построены в 1970–1980-х годах и имеют регистрационные номера пересекающихся с ней или идущих параллельно ей улиц (ул. Я. Коорта, Калевипоя пыйк, ул. Паэкааре). Несколько построенных в начале улицы в первой половине XX века одноэтажных деревянных жилых домов снесены в 2010-х годах.
Учреждения и предприятия:
- J. Smuuli tee 9 — супермаркет «Maxima XX»; построен в году 2012;
- J. Smuuli tee 23 — ресторан быстрого питания «Hesburger»; открыт в 1997 году;
- J. Smuuli tee 41 — магазин строительных материалов «Bauhof»; здание построено в году 2002 году;
- J. Smuuli tee 43 — торговый центр «Maksimarket»; построен в конце 1990-х годов, обновлён в 2004 году[5].

## Общественный транспорт
По улице курсируют городские автобусы маршрутов №№ 7, 12, 13, 35, 39, 49, 58, 66.

Улица Юхана Смуула
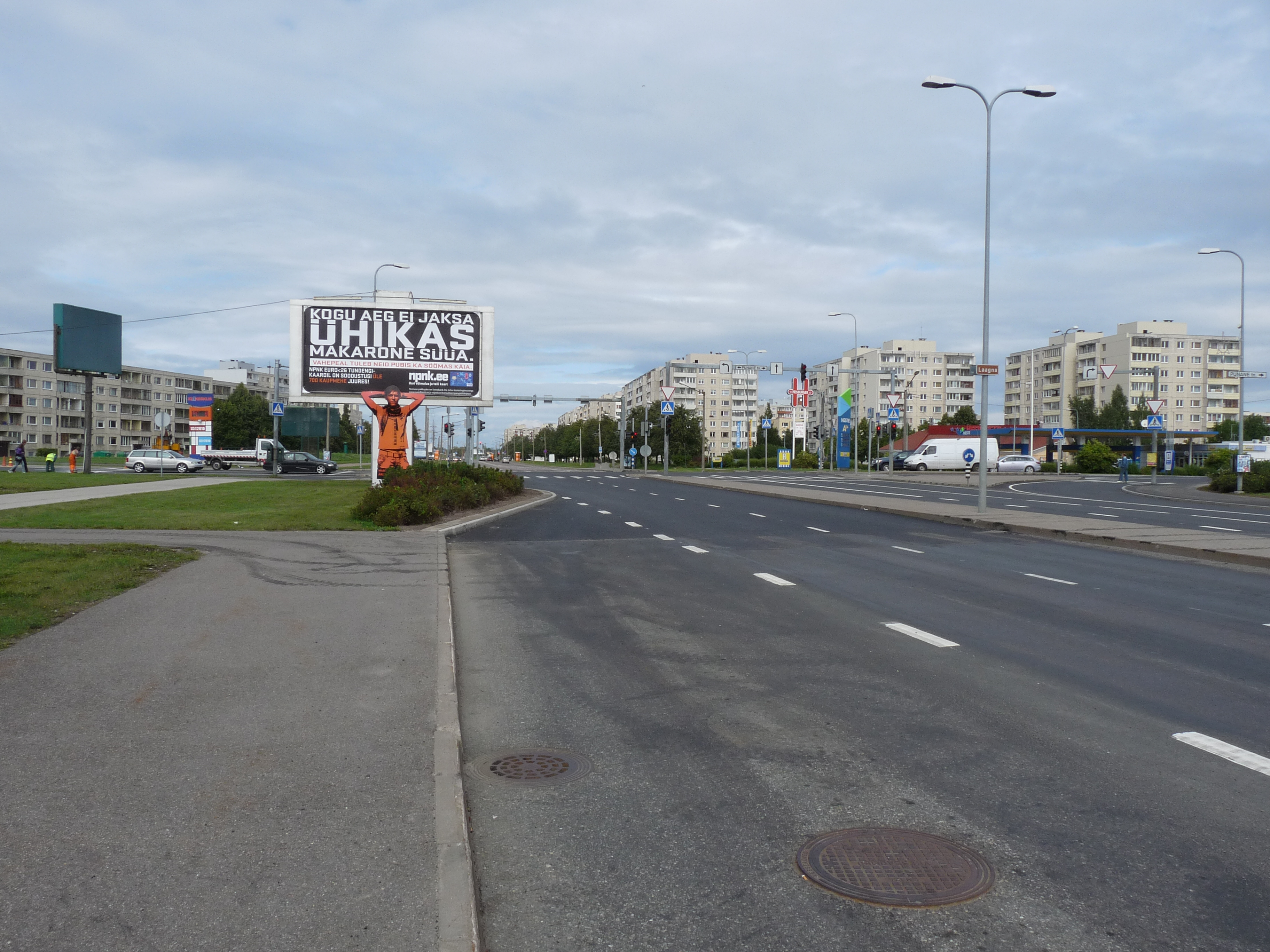
Перекрёсток с улицей Пунане
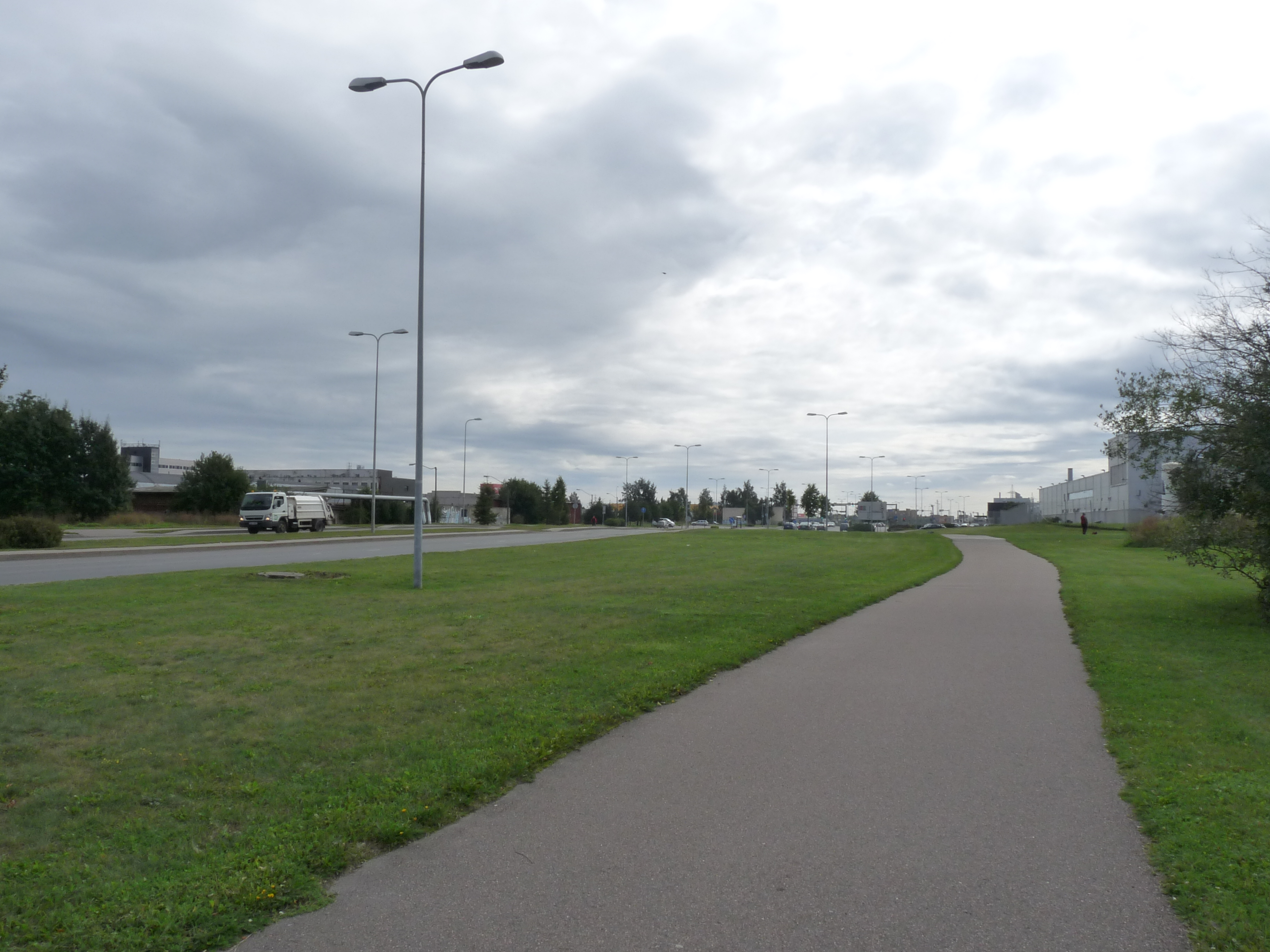
Улица в направлении Петербургского шоссе
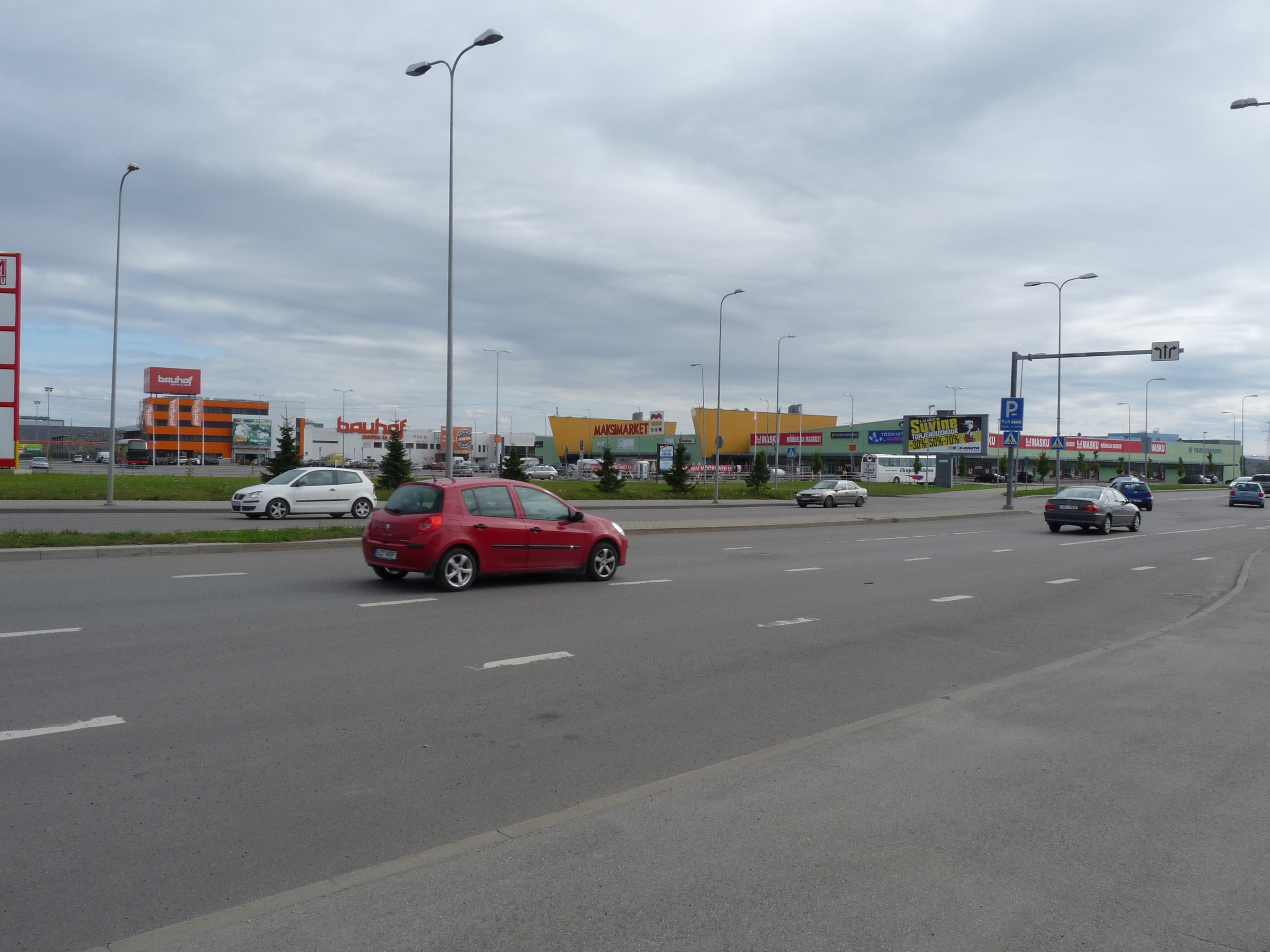
Торговые центры «Bauhof» и «Maksimarket»